# Burak jezik
Burak jezik (ISO 639-3: bys; buurak), nigersko-kongoanski jezik uže skupine adamawa, kojim govori 4 000 ljudi (Crozier and Blench 1992) u nigerijskoj državi Gombe u LGA Billiri i Kaltungo, grad Burak.
S još devet jezika dza [jen], kyak [bka], leelau [ldk], loo [ldo], mághdì [gmd], mak [pbl], mingang doso [mko], moo [gwg] i tha [thy] čini podskupinu jen.

## Vanjske poveznice
- Ethnologue (14th)
- Ethnologue (15th)